# Ruder-Weltmeisterschaften
Die Ruder-Weltmeisterschaften (englisch World Rowing Championships) sind vom Weltruderverband (FISA) veranstaltete Wettkämpfe zur Ermittlung der Weltmeister im Rudern in verschiedenen Wettbewerbsklassen.

## Wettbewerbsklassen
Bei Weltmeisterschaften und zur Vorbereitung dienenden Ruder-Weltcups werden zurzeit mehr als 20 verschiedenen Wettbewerbe ausgetragen. Von diesen werden allerdings nicht alle bei der olympischen Ruderregatta ausgetragen. Die Wettbewerbe in den olympischen Klassen sind bei Weltmeisterschaften stärker frequentiert und besetzt als jene Rennen, die lediglich zu diesen Veranstaltungen stattfinden. Letztere werden auch als „nichtolympische Bootsklassen“ oder „internationale Wettbewerbe“ (englisch international events) bezeichnet.
Die Auswahl der ausgetragenen Wettbewerbe wurde seit der Einführung der Weltmeisterschaften gelegentlich verändert. Im Frauenbereich wurde der gesteuerter Doppelvierer 1985 durch den ungesteuerten Doppelvierer ersetzt. Der Vierer mit Steuermann der Männer wurde 2007 ersatzlos gestrichen, der der Frauen 1989 im Zug einer Änderung des olympischen Bootsklassenprogrammes durch den Vierer-ohne ersetzt, der seinerseits 2012 einmalig gestrichen war. Im Leichtgewichtsbereich der Frauen wurden zeitweise Wettbewerbe im Zweier-ohne sowie im Vierer-ohne ausgetragen, nach schwachen Meldezahlen wurden diese allerdings eingestellt. Auch der Leichtgewichts-Achter der Männer wurde nach der WM 2015 aus dem Programm gestrichen.
Im Oktober 2017 stellte die Mitgliederversammlung des Weltruderverbandes mit einer Mehrheit von 96 % das Programm mit dem Ziel der Geschlechtergleichheit der Wettbewerbsklassen um. Aufgrund der Maßnahme wurden die nichtolympischen Klassen Zweier mit Steuermann, im Programm seit der ersten Austragung 1962, und der Leichtgewichts-Vierer ohne Steuermann gestrichen. Bei den Frauen wurde der Leichtgewichts-Zweier ohne Steuerfrau wieder eingeführt, in dem bereits zwischen 1995 und 2003 Weltmeisterschaften ausgerudert wurden. Nach der Änderung, die ab den Weltmeisterschaften 2018 greift, existieren je zehn Klassen für Männer und Frauen, darunter jeweils sieben olympische und drei nichtolympische, bzw. sechs der offenen Gewichtsklasse und vier der Leichtgewichtsklasse.
Im Allgemeinen ist für die Streichung einer Bootsklasse eine Regelung vom Weltruderverband maßgeblich, nach der ein Wettbewerb nach drei aufeinanderfolgenden Weltmeisterschaften ohne Vorläufe (d. h. jeweils sechs oder weniger Meldungen) nicht weiter ausgetragen wird.
| Bootsklasse                 | Kürzel | Männer    | Männer (LG) | Frauen               | Frauen (LG)          |
| --------------------------- | ------ | --------- | ----------- | -------------------- | -------------------- |
| Einer                       | 1x     | seit 1962 | seit 1974   | seit 1974            | seit 1984            |
| Doppelzweier                | 2x     | seit 1962 | seit 1978   | seit 1974            | seit 1984            |
| Doppelvierer                | 4x     | seit 1974 | seit 1989   | seit 1985            | seit 1997            |
| Doppelvierer mit Steuermann | 4x+    | –         | –           | 1974–1983            | –                    |
| Zweier ohne Steuermann      | 2-     | seit 1962 | seit 1993   | seit 1974            | 1995–2003, seit 2018 |
| Zweier mit Steuermann       | 2+     | 1962–2017 | –           | –                    | –                    |
| Vierer ohne Steuermann      | 4-     | seit 1962 | 1974–2017   | 1989–2011, seit 2013 | 1984–1996            |
| Vierer mit Steuermann       | 4+     | 1962–2007 | –           | 1974–1987            | –                    |
| Achter                      | 8+     | seit 1962 | 1974–2015   | seit 1974            | 1984                 |

| Farblegende:00 | 00olympische Bootsklasse00 | 00ehemals olympische Bootsklasse00 | 00keine olympische Bootsklasse00 |

Weiterhin werden in verschiedenen Bootsklassen Weltmeister im Pararudern ermittelt. Das sind derzeit (Stand 2018):
| Kürzel              | einzusetzende Körperteile | Geschlecht | Bootsklasse                 |
| ------------------- | ------------------------- | ---------- | --------------------------- |
| PR1W1x (ASW1x)      | Arme und Schultern        | Frauen     | Einer                       |
| PR1M1x (ASM1x)      | Arme und Schultern        | Männer     | Einer                       |
| PR2W1x              | Oberkörper und Arme       | Frauen     | Einer                       |
| PR2M1x              | Oberkörper und Arme       | Männer     | Einer                       |
| PR2Mix2x (TAMix2x)  | Oberkörper und Arme       | Mixed      | Doppelzweier                |
| PR3Mix2x (LTAMix2x) | uneingeschränkt           | Mixed      | Doppelzweier                |
| PR3Mix4+ (LTAMix4+) | uneingeschränkt           | Mixed      | Vierer mit Steuermann/-frau |
| PR3W2-              | uneingeschränkt           | Frauen     | Zweier ohne Steuerfrau      |
| PR3M2-              | uneingeschränkt           | Männer     | Zweier ohne Steuermann      |

| Farblegende:00 | 00paralympische Bootsklasse00 | 00keine paralympische Bootsklasse00 |

## Weltmeisterschaften
Die ersten Weltmeisterschaften fanden 1962 auf dem Rotsee im schweizerischen Luzern statt. Bis 1974 wurden die Weltmeisterschaften im vierjährigen Turnus ausgetragen, seitdem jährlich. In den olympischen Jahren finden seit 1976 die Ruder-Weltmeisterschaften der nichtolympischen Bootsklassen statt, die seitdem aufgrund der geringen Teilnehmerzahlen zusammen mit den Weltmeisterschaften der Junioren ausgetragen werden.
Die im slowenischen Bled vorgesehenen Ruder-Weltmeisterschaften im August 2020 wurden am 9. April des Jahres wegen der COVID-19-Pandemie vom Weltruderverband abgesagt.
| Nr. | Jahr  | Stadt                                                          | Land                       | Gewässer                                    | Datum/Finals     | Wettbewerbe                             | Athleten                                | Nationen                                |
| --- | ----- | -------------------------------------------------------------- | -------------------------- | ------------------------------------------- | ---------------- | --------------------------------------- | --------------------------------------- | --------------------------------------- |
| 1   | 1962  | Luzern                                                         | Schweiz                    | Rotsee                                      |                  | 7                                       |                                         |                                         |
| 2   | 1966  | Bled                                                           | Jugoslawien                | Bleder See                                  |                  | 7                                       |                                         |                                         |
| 3   | 1970  | St. Catharines                                                 | Kanada                     | Royal Canadian Henley Rowing Course         | 6. Sep.          | 7                                       |                                         |                                         |
| 4   | 1974  | Luzern                                                         | Schweiz                    | Rotsee                                      | 2.–9. Sep.       | 17                                      |                                         |                                         |
| 5   | 1975  | Nottingham                                                     | Vereinigtes Königreich     | Holme Pierrepont                            | 23. Aug.–1. Sep. | 17                                      |                                         |                                         |
| 6   | 19761 | Villach                                                        | Österreich                 | Ossiacher See                               | 10.–14. Aug.     | 3                                       |                                         |                                         |
| 7   | 1977  | Amsterdam                                                      | Niederlande                | Bosbaan                                     | 27./28. Aug.     | 17                                      |                                         |                                         |
| 8   | 1978  | Kopenhagen (Leichtgewichte) Cambridge (Offene Gewichtsklassen) | Dänemark Neuseeland        | Bagsværd-See Lake Karapiro                  | 6. Aug. 4. Nov.  | 4 14                                    |                                         |                                         |
| 9   | 1979  | Bled                                                           | Jugoslawien                | Bleder See                                  | 4.–9. Sep.       | 18                                      |                                         |                                         |
| 10  | 19801 | Mechelen                                                       | Belgien                    | Hazewinkel                                  | 16. Aug.         | 4                                       |                                         |                                         |
| 11  | 1981  | München                                                        | Bundesrepublik Deutschland | Regattastrecke Oberschleißheim              | 5./6. Sep.       | 18                                      |                                         |                                         |
| 12  | 1982  | Luzern                                                         | Schweiz                    | Rotsee                                      | 28./29. Aug.     | 18                                      |                                         |                                         |
| 13  | 1983  | Duisburg                                                       | Bundesrepublik Deutschland | Regattabahn Duisburg                        | 3./4. Sep.       | 18                                      |                                         |                                         |
| 14  | 19841 | Montreal                                                       | Kanada                     | Île Notre-Dame                              | 26. Aug.         | 4                                       |                                         |                                         |
| 15  | 1985  | Mechelen                                                       | Belgien                    | Hazewinkel                                  | 31. Aug.–1. Sep. | 21                                      |                                         |                                         |
| 16  | 1986  | Nottingham                                                     | Vereinigtes Königreich     | Holme Pierrepont                            | 23./24. Aug.     | 21                                      |                                         |                                         |
| 17  | 1987  | Kopenhagen                                                     | Dänemark                   | Bagsværd-See                                | 29./30. Aug.     | 21                                      |                                         |                                         |
| 18  | 19881 | Mailand                                                        | Italien                    | Idroscalo                                   | 6. Aug.          | 7                                       |                                         |                                         |
| 19  | 1989  | Bled                                                           | Jugoslawien                | Bleder See                                  | 9./10. Sep.      | 22                                      |                                         |                                         |
| 20  | 1990  | (Tasmanien)                                                    | Australien                 | Lake Barrington                             | 3./4. Nov.       | 22                                      |                                         |                                         |
| 21  | 1991  | Wien                                                           | Österreich                 | Neue Donau                                  | 24./25. Aug.     | 22                                      |                                         |                                         |
| 22  | 19921 | Montreal                                                       | Kanada                     | Île Notre-Dame                              | 16. Aug.         | 8                                       |                                         |                                         |
| 23  | 1993  | Račice u Štětí                                                 | Tschechien                 | Ruderkanal Račice                           | 30. Aug.–5. Sep. | 23                                      |                                         |                                         |
| 24  | 1994  | Indianapolis                                                   | Vereinigte Staaten         | Eagle Creek Park                            | 11.–18. Sep.     | 23                                      |                                         |                                         |
| 25  | 1995  | Tampere                                                        | Finnland                   | Kaukajärvi                                  | 20.–28. Aug.     | 24                                      |                                         |                                         |
| 26  | 19961 | Motherwell                                                     | Vereinigtes Königreich     | Strathclyde Country Park                    | 5.–11. Aug.      | 10                                      |                                         |                                         |
| 27  | 1997  | Aiguebelette-le-Lac                                            | Frankreich                 | Lac d’Aiguebelette                          | 31. Aug.–7. Sep. | 24                                      |                                         |                                         |
| 28  | 1998  | Köln                                                           | Deutschland                | Fühlinger See                               | 6.–13. Sep.      | 24                                      | 1046                                    | 50                                      |
| 29  | 1999  | St. Catharines                                                 | Kanada                     | Royal Canadian Henley Rowing Course         | 22.–29. Aug.     | 24                                      | 944                                     | 56                                      |
| 30  | 20001 | Zagreb                                                         | Kroatien                   | Jarun-See                                   | 1.–6. Aug.       | 10                                      | 417                                     | 41                                      |
| 31  | 2001  | Luzern                                                         | Schweiz                    | Rotsee                                      | 19.–26. Aug.     | 24                                      | 931                                     | 50                                      |
| 32  | 2002  | Sevilla                                                        | Spanien                    | Guadalquivir                                | 15.–22. Sep.     | 26                                      | 932                                     | 53                                      |
| 33  | 2003  | Mailand                                                        | Italien                    | Idroscalo                                   | 24.–31. Aug.     | 28                                      | 1078                                    | 65                                      |
| 34  | 20041 | Banyoles                                                       | Spanien                    | Banyoles-See                                | 27. Juli–1. Aug. | 9                                       | 332                                     | 39                                      |
| 35  | 2005  | Gifu                                                           | Japan                      | Nagara                                      | 28. Aug.–4. Sep. | 26                                      | 849                                     | 56                                      |
| 36  | 2006  | Eton                                                           | Vereinigtes Königreich     | Dorney Lake                                 | 20.–27. Aug.     | 27                                      | 1096                                    | 62                                      |
| 37  | 2007  | München                                                        | Deutschland                | Regattastrecke Oberschleißheim              | 26. Aug.–2. Sep. | 27                                      | 1285                                    | 68                                      |
| 38  | 20081 | Ottensheim                                                     | Österreich                 | Donau-Nebenarm                              | 22.–27. Juli     | 8                                       | 293                                     | 31                                      |
| 39  | 2009  | Posen                                                          | Polen                      | Maltasee                                    | 23.–30. Aug.     | 27                                      | 945                                     | 53                                      |
| 40  | 2010  | Cambridge                                                      | Neuseeland                 | Lake Karapiro                               | 31. Okt.–7. Nov. | 27                                      |                                         |                                         |
| 41  | 2011  | Bled                                                           | Slowenien                  | Bleder See                                  | 28. Aug.–4. Sep. | 27                                      | 1213                                    | 68                                      |
| 42  | 20121 | Plowdiw                                                        | Bulgarien                  | Ruderkanal Plowdiw                          | 15.–19. Aug.     | 7                                       |                                         |                                         |
| 43  | 2013  | Chungju                                                        | Südkorea                   | Tangeumsee                                  | 25. Aug.–1. Sep. | 27                                      |                                         |                                         |
| 44  | 2014  | Amsterdam                                                      | Niederlande                | Bosbaan                                     | 24.–31. Aug.     | 27                                      |                                         |                                         |
| 45  | 2015  | Aiguebelette-le-Lac                                            | Frankreich                 | Lac d’Aiguebelette                          | 30. Aug.–6. Sep. | 27                                      | ca. 1300                                | 77                                      |
| 46  | 20161 | Rotterdam                                                      | Niederlande                | Willem-Alexander Baan                       | 21.–28. Aug.     | 8                                       |                                         |                                         |
| 47  | 2017  | Sarasota                                                       | Vereinigte Staaten         | Nathan Benderson Park                       | 24. Sep.–1. Okt. | 26                                      |                                         |                                         |
| 48  | 2018  | Plowdiw                                                        | Bulgarien                  | Ruderkanal Plowdiw                          | 9.–16. Sep.      | 29                                      |                                         |                                         |
| 49  | 2019  | Ottensheim                                                     | Österreich                 | Donau-Nebenarm                              | 25. Aug.–1. Sep. | 29                                      | 1211                                    | 80                                      |
| –   | 2020  | Bled                                                           | Slowenien                  | Bleder See                                  | 16.–23. Aug.     | Abgesagt aufgrund der COVID-19-Pandemie | Abgesagt aufgrund der COVID-19-Pandemie | Abgesagt aufgrund der COVID-19-Pandemie |
| –   | 2021  | Shanghai                                                       | Volksrepublik China        |                                             |                  | Abgesagt aufgrund der COVID-19-Pandemie | Abgesagt aufgrund der COVID-19-Pandemie | Abgesagt aufgrund der COVID-19-Pandemie |
| 50  | 2022  | Račice u Štětí                                                 | Tschechien                 | Ruderkanal Račice                           | 18.–25. Sep.     |                                         |                                         |                                         |
| 51  | 2023  | Belgrad                                                        | Serbien                    | Ada-Ciganlija-Regattastrecke                | 3.–10. Sep.      |                                         |                                         |                                         |
| 52  | 20241 | St. Catharines                                                 | Kanada                     | Royal Canadian Henley Rowing Course         | 17.–25. Aug.     |                                         |                                         |                                         |
| 53  | 2025  | Shanghai                                                       | Volksrepublik China        | Shanghai Water Sports Centre am Dianshan Hu | 21..–28. Sep.    |                                         |                                         |                                         |
| 54  | 2026  | Amsterdam                                                      | Niederlande                | Bosbaan                                     | 23..–30. Aug.    |                                         |                                         |                                         |
| 55  | 2027  | Luzern                                                         | Schweiz                    | Rotsee                                      |                  |                                         |                                         |                                         |

1– Weltmeisterschaften nichtolympischer Bootsklassen

## Weitere Weltmeisterschaften im Rudersport
Neben den Weltmeisterschaften der offenen Altersklasse werden vom Weltruderverband weitere Ruderregatten mit Weltmeisterschaftscharakter für Altersklassen und andere Disziplinen veranstaltet. Die U23-Weltmeisterschaften im Rudern ermöglichen seit 1976 Nachwuchsathleten die Annäherung an die Weltspitze. Eine große Bedeutung haben auch die seit 1967 ausgetragenen Junioren-Weltmeisterschaften im Rudern (U19). Recht neu sind die World Rowing Coastal Championships (Weltmeisterschaften im Küstenrudern), bei denen küstennah auf dem Meer gerudert wird.
Seit 2007 werden Weltmeisterschaften im Küstenrudern ausgetragen. Beim Ergometerrudern wird seit 2018 jährlich eine Weltmeisterschaft ausgetragen.
Keinen Weltmeisterschaftscharakter hat hingegen die jährliche FISA World Masters Regatta für Ruderer der Altersklassen ab 27 Jahren bis über 80 Jahre. Diese Veranstaltung, an der nach dem Erreichen der Altersstufe ohne Qualifikationssystem teilgenommen werden kann, erfreut sich allerdings großer Beliebtheit. 
Im Hochschulrudern werden von der FISU seit 1984 im etwa zweijährigen Rhythmus World University Rowing Championships (Universitäts-Weltmeisterschaften im Rudern) veranstaltet, wobei weitestgehend das Regelwerk des Weltruderverbandes zur Anwendung kommt.